# James Cossar Ewart
James Cossar Ewart (født 26. november 1851 i Penicuik, Midlothian, død 31. december 1933 sammesteds) var en skotsk zoolog.
Ewart blev 1882 professor i biologi ved universitetet i Edinburgh. Han gjorde opmærksommede indlæg i fiskerispørgsmål (The natural and artificial fertilisation of herring ova, 1884; On the progress of fishculture in America, samma år). Meget interesse fortjener de eksperimenter, som han vedtog for at undersøge de tamme hestracers oprindelse (The Penicuik experiments, 1899; The multiple origin of horses and ponies, 1904).